# بتروبافل
بتروبافل (بالكازاخية: Петропавл) وبيتروبافلوفسك (بالروسية: Петропавловск) هي مدينة في كازاخستان وعاصمة أوبليس كازاخستان الشمالي. بلغ عدد سكانها 207399 نسمة في عام 2014.

## جغرافية المدينة
تقع بتروبافل في شمال البلاد بالقرب من الحدود مع الاتحاد الروسي، وتبعد المدينة 350 كم من أومسك والتي تقع في روسيا.

## ديموغرافية المدينة
قدر عدد السكان في السنوات الماضية كما يلي: ·  · :
- 239606 (1989[5])
- 203523 (1999[4])
- 201446 (2009[4])
- 203803 (2012[3])

## النقل
لدى المدينة محطة للسكك الحديدية التي توفر الوصول في موسكو وأستانا. خط السكك الحديدية عبر سيبيريا يمر أصلا من خلال بتروبافل لكن الخط الرئيسي يمر الآن في الأراضي الروسية وقليلا شمالا.
يقع مطار بتروبافل على بعد 11 كم جنوب المدينة .

## توأمة
- أومسك.
- تشيليابنسك.
- نوفوسيبيرسك.
- ييكاتيرينبرغ.
- هانوفر.

## صور

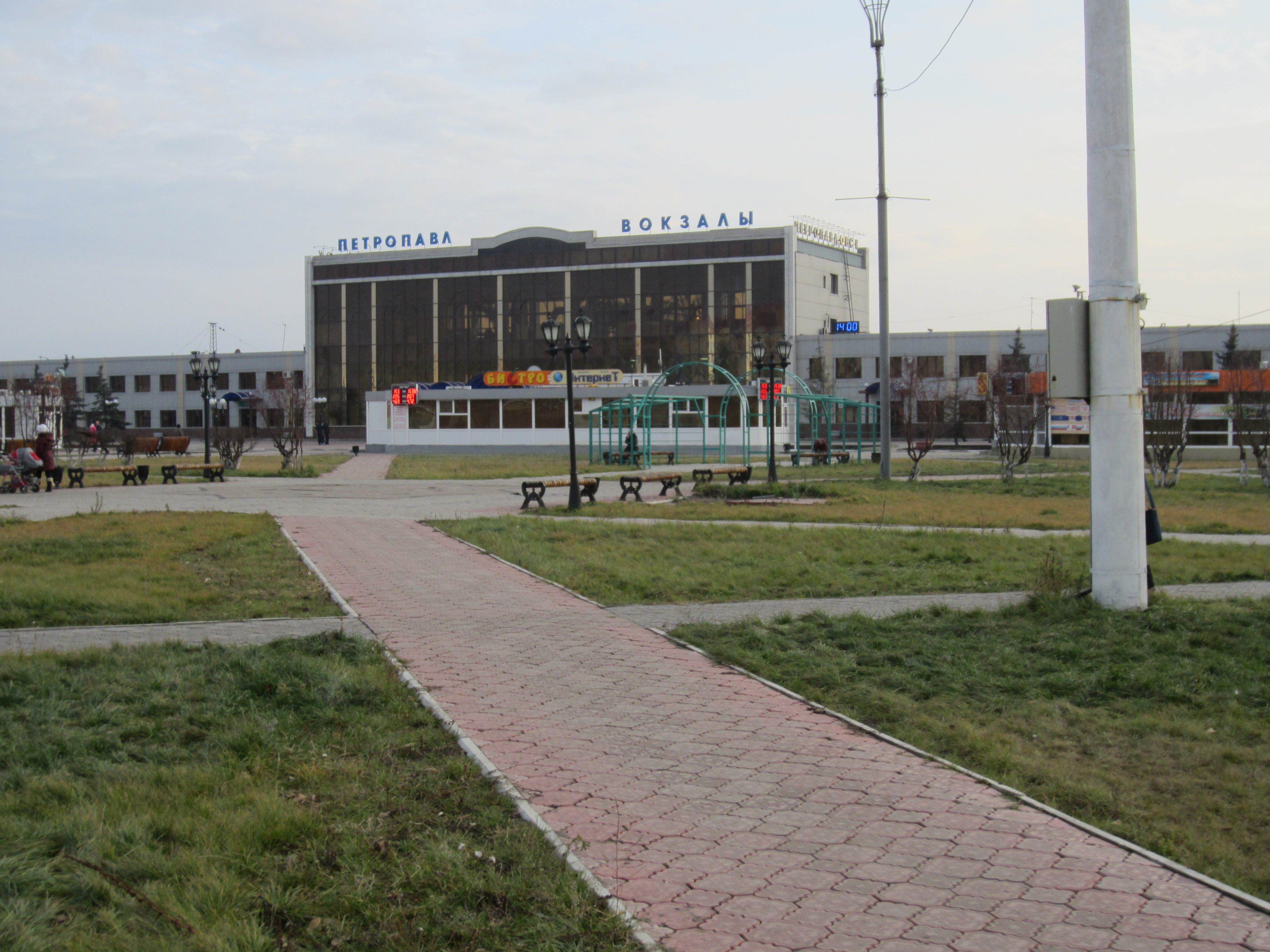
محطة السكك الحديدية.
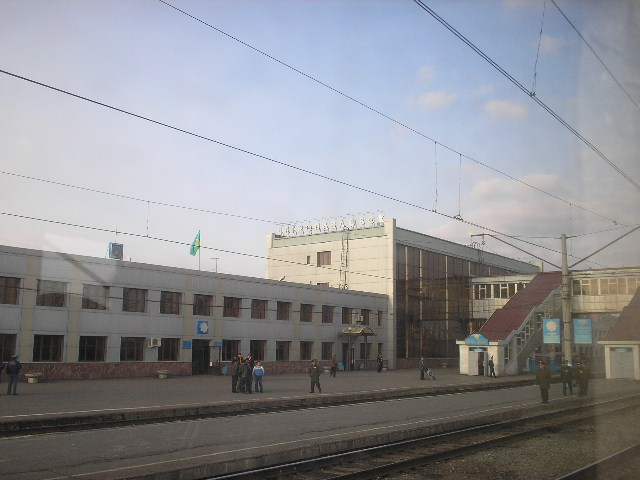
محطة للسكك الحديدية.
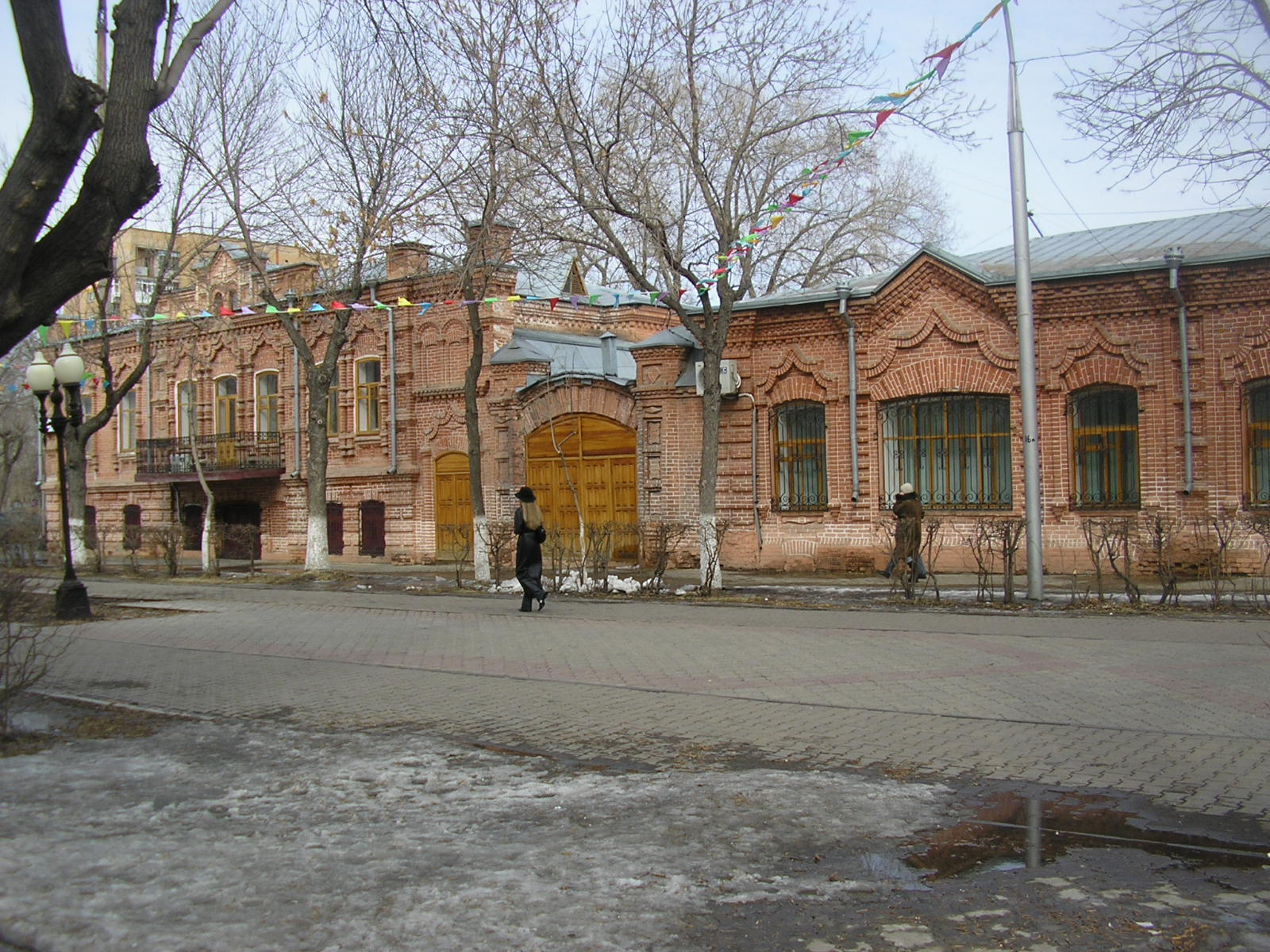
المتحف التاريخي الإقليمي.

## أعلام
- زويا إيفانوفا
- فلاديمير شاتالوف
- فلاديمير تريتشيكوف
- أليكسي لوتزينكو
- فلاديسلاف بولياكوف